# Vena amoris

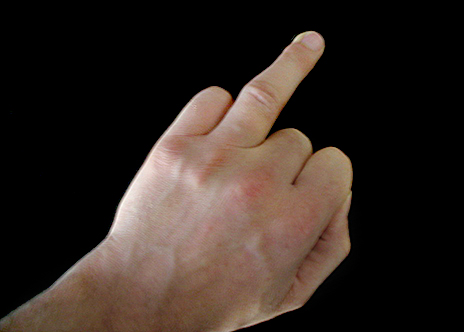

Der lateinische Name Vena amoris für eine der Venen bedeutet, wörtlich übersetzt,  „Liebesader“. Nach traditioneller Auffassung verlief sie direkt vom Ringfinger der linken Hand zum Herzen, was in westlichen Kulturen als einer der Gründe dafür angeführt wird, dass der Verlobungsring und der Ehering am Ringfinger getragen wurde.

## Begriffsentstehung
Das früheste bekannte Vorkommen des Begriffs vena amoris stammt von Henry Swinburne, einem englischen Kirchenrechtler, dessen Werk über die Ehe, das puritanische "A Treatise of Espousal or Matrimonial Contracts", 1686 posthum veröffentlicht wurde. Er beruft sich auf nicht identifizierte antike Quellen und behauptet eine ägyptische Verbindung; es lässt sich jedoch keine frühere Erwähnung der Ader finden. Macrobius verweist in Saturnalia VII, 13 auf die Verbindung zwischen dem Ringfinger und dem Herzen, deutet aber in einem Satz eher einen Nerv als eine Vene an und in einem anderen eher eine magische als eine physische Bedeutung für die Wahl des Fingers. Die Hand wird nicht spezifiziert. Zu beachten ist, dass das Kreislaufsystem zu dieser Zeit noch unbekannt war. Eine weitere frühe Erwähnung, ebenfalls ohne Angabe der Hand, stammt von Isidor von Sevilla in seinem Werk De ecclesiasticis officiis aus dem 7. Jahrhundert, das sich auf die römische Geschichte einer mit dem Herzen verbundenen Vene bezieht.
Im 17. Jahrhundert war es in England nicht unüblich, den Ehering am Daumen zu tragen. Gallier und Briten trugen ihre Ringe am Mittelfinger, und die Wahl der rechten oder linken Hand scheint relativ kulturabhängig zu sein; allerdings beanspruchen Kulturen, die entweder den rechten oder den linken Ringfinger verwenden, beide eine historische Verbindung zur Vena amoris. Die Verwendung von Hochzeits- und Verlobungsringen war im Römischen Reich bis zum 2. Jahrhundert nicht üblich, was auch Versionen der Geschichte widerspricht, die behaupten, dass diese Tradition im 3. Jahrhundert v. Chr. nach Rom gebracht wurde.
In Ermangelung konkreter Quellen besteht die Möglichkeit, dass diese Geschichte eine Kombination aus antikem Glauben an die mystischen Eigenschaften des Ringfingers, Legendenfetzen und geschicktem Marketing durch die Schmuckindustrie ist, die in der Vergangenheit ihre Bereitschaft gezeigt hat, Mythen und Legenden zur Steigerung des Produktabsatzes zu nutzen.